# Маяк (фільм, 2019)
«Маяк» (англ. «The Lighthouse») — американсько-канадський фільм жахів 2019 року режисера Роберта Еґґерса, який написав сценарій разом зі своїм братом Максом. Фільмування виконане у чорно-білому кольорі із співвідношенням сторін 1,19:1. У головних ролях Віллем Дефо та Роберт Паттінсон.
Прем'єра фільму відбулася на Каннському кінофестивалі 19 травня 2019 року в рамках програми «Двотижневик режисерів», де фільм отримав нагороду Міжнародної федерації кінопреси. У широкому кінопрокаті США фільм стартував 18 жовтня 2019 року з дистриб'ютором A24.

## Сюжет
У 1890-х роках Ефраїм Вінслоу (Роберт Паттінсон), який шукає роботу, вирушає на чотиритижневу зміну доглядача маяка під наглядом колишнього матроса Томаса Вейка (Віллем Дефо). Цей маяк розташований на віддаленому острові біля Нової Англії. Вінслоу знаходить у матрасі фігурку русалки. Томас наполягає на тому, щоб щовечора вживати алкоголь, але Ефраїм, посилаючись на правила, не погоджується, незважаючи на те, що ніхто не може стежити за ними. Пізніше русалка ввижається йому, і Вінслоу мастурбує. Вейк наказує дотримуватися всіх його правил і доручає Вінслоу різні заняття, проте не допускає до кімнати з ліхтарем. Вінслоу дратує одноока чайка, яка переслідує його і рве йому штани. Пізніше, за вечерею, Вейк попереджає Ефраїма про неможливість вбивства чайок, адже вони є душами померлих моряків. Одного разу Вейк розповідає Вінслоу, що попередній доглядач маяка збожеволів. Вінслоу, говорячи про своє минуле, повідомляє, що працював лісорубом. Вейк підозрює, що той від чогось утік і продовжує принижувати його.
За день до завершення зміни Вінслоу виявляє в цистерні з водою мертву чайку. На нього нападає бачена раніше одноока чайка і Вінслоу вбиває її. Після цього на острів раптом обрушується сильний шторм. Покинути острів стає неможливо. Вінслоу та Вейк напиваються. Вінслоу натрапляє на русалку, до якої відчуває сильний потяг, але, наляканий, тікає з берега. Вейк повідомляє йому, що шторм зіпсував харчі. Обоє чоловіків розкопують ящик, де сподіваються знайти пайки, але там лише алкоголь.
Шторм не вщухає днями, Вінслоу та Вейк п'ють, співають і танцюють. Одного разу Вінслоу намагається вкрасти ключі від кімнати з ліхтарем у Вейка і доходить висновку, що його варто вбити. Пізніше Вінслоу в пастці для омарів витягує з моря голову з одним оком, ймовірно попереднього доглядача. П'яний Вінслоу зізнається Вейку, що він самозванець. Його справжнє ім'я — Томас Говард, і він вдає з себе Ефраїма Вінслоу, — свого жорстокого бригадира, якого він не став рятувати від утоплення. Говард бачить видіння про розлюченого Вейка та вирішує попри все тікати з острова. Але Вейк випереджає його та ламає човен сокирою. Потім він переконує Говарда, що той збожеволів і сам поламав човна.
Оскільки алкоголь закінчився, Говард і Вейк починають пити суміш скипидару та меду. Вночі велика хвиля розбиває вікно будинку та трощить все в середині. Зранку Говард знаходить журнал Вейка, де той відгукувався про Говарда як про п'яницю та нездару, якого слід звільнити без оплати. Вейк звинувачує його у вбивстві чайки, що накликало лихо. Говард все заперечує і нападає на Вейка, який ввижається йому то як русалка, то бригадир, то як морський бог Протей. Говард перемагає та відводить його до ями біля основи маяка (де були закопані припаси), щоб поховати живцем, а потім нарешті піднятися до ліхтаря. Вейк каже, що того, хто посміє зайти до ліхтарної кімнати, чекає кара. Говард проте йде до своєї мети. Вейк вибирається з ями, ранить Говарда, але той добиває його.
У ліхтарній кімнаті Говард бачить лінзу маяка, торкається вогню за нею та падає зі сходів. Згодом ледь живий Говард лежить оголений на скелях. У нього нема одного ока, а зграя чайок клює його нутрощі.

## У ролях
| Актор            | Роль                          |
| ---------------- | ----------------------------- |
| Роберт Паттінсон | Ефраїм Вінслоу / Томас Говард |
| Віллем Дефо      | Томас Вейк                    |
| Валерія Караман  | русалка                       |
| Логан Хоукс      | Ефраїм Вінслоу                |

## Виробництво
Історія виробництва починається зі спроби Макса Еґґерса адаптувати незакінчене оповідання «Маяк» Едгара Аллана По. Проєкт Макса застопорився, після чого Роберт запропонував працювати над фільмом разом. Остаточний сценарій, написаний Максом та Робертом, не має нічого спільного з оповіданням Едгара Аллана По.
Література письменниці Сари Орн Джеветт слугувала джерелом діалектів, які використовуються у фільмі. Автори також надихалися творами Семюеля Тейлора Колріджа, Германа Мелвілла та Роберта Луїса Стівенсона.

## Символізм
Хоча Макс Еґґерс узяв за основу сюжету «Маяк» Едгара Аллана По, в фільмі є зв'язок з іншим твором того ж письменника — «Серце виказало». Періодичний гудок, який чує Вінслоу, зводить чоловіка з розуму, як стукіт серця убитого в «Серце виказало», і змушує зізнатися у злочині, який він сподівався приховати.
Еґґерс посилається на едіпів комплекс у стосунках між своїми героями, оскільки Вінслоу зрештою змушений убити Томаса, чоловіка, який постав для нього свого роду батьком. Але з часом він сам стає як ненависний йому старий: забобонним алкоголіком. У фільмі також є фалічний символізм, починаючи вже з самого маяка, що протистоїть природній стихії, даруючи життя, і закінчуючи колодами. Русалка символізує пригнічене сексуальне бажання Вінслоу. В легендах русалки спокушають моряків, аби втопити їх. Доглядач тому прагне русалки і боїться близькості з нею. Вінслоу почувається неповноцінним по-перше тому, що Вейк принижує його, порівнюючи ж жінкою; по-друге, тому що не володіє світлом — джерелом життя з верхівки фалічного маяка, до якого має доступ Вейк. Виходом стає втеча в фантазії, поки Вінслоу не доходить до межі через незмогу далі приховувати накопичені протиріччя. Якщо трактувати сюжет з точки зору юнгіанської психології, то Вейк — це ід, втілення всього темного та звіриного в людині; тоді як Вінслоу втілює его, що сумлінно дотримується соціальних норм.
Фільм містить посилання на античну міфологію. Вінслоу бачить Томаса як Протея, бога пророцтв, який служить Посейдону. Інше посилання — згадки Прометея, що викрав у богів вогонь і боги покарали його: щодня печінку Прометея клював орел. В такому разі коли Вінслоу вторгається у ліхтарну кімнату, він краде вогонь богів, за що отримує покарання. Це не буквальний вогонь, а символ мудрості. Це божественне знання, яким Вінслоу прагне оволодіти, але він не в змозі його осягнути, тому зазнає поразки і його нутрощі клюють чайки. Такі посилання узгоджуються з тематикою По і Лавкрафта і незліченними міфами про те, що за бажання осягнути таємниці доводиться заплатити високу ціну.

## Критика
Фільм отримав високі оцінки кінокритиків. На сайті «Rotten Tomatoes» має 90 % позитивних рецензій на основі 373 відгуків із середньою оцінкою 8,05 з 10. На «Metacritic» — 83 бали зі 100 на основі 51 рецензій, що відповідає статусу «загальне визнання».
Маногла Дарґіс у «The New York Times» схвалила як Еґґерс плавно стирає межі між фізичним простором і уявою за допомогою експресіоністського освітлення і старомодного формату кадру. Сюжет вона оцінила як відкритий для інтерпретацій, а саме про маскулінність, гомосоціальні стосунки та прагнення, але більш сугестивною темою є пригноблення Вінслоу Вейком — стариганем, який бачить себе одноосібним володарем острова й не хоче ділитися владою над світлом — а отже — самим життям.
Джесс Джого на сайті «Mashable» зробила висновок: фільм натякає, що Вінслоу був божевільний ще до прибуття на острів. Можливо, Вінслоу та Вейк — це насправді два боки однієї людини (особливо зважаючи на те, що справжнє ім'я Вінслоу таке ж, як і у Вейка — Томас), тому старий житель острова так точно знає молодого доглядача й пророкує його долю і призначає йому кару. Вінслоу тікає від своєї совісті і закономірно не може цього зробити. Та поряд з темою божевілля стоїть проблема пошуку істини. Підсумок, до якого веде сюжет, полягає в тому, що пізнання істини є найвищою цінністю, за яку варто піти на все.
Пітер Бредшоу у «The Guardian» побачив у сюжеті двох головних героїв, які нагадують батька й сина, та зберігають таємниці один від одного. Ефраїм, болісно усвідомлюючи свій нижчий статус, підозрює, що секрет Томаса важливіший за нього. Самотність і розчарування через це призводять до того, що Ефраїм скоює злочин, який порушує рівновагу самих небес.
Елісон Віллмор на сайті «Vulture» вказала, що формат кадру, близький до квадрата, не випадковий. Він символізує обмежений простір, у якому змушені перебувати персонажі.

### Нагороди та номінації
| Нагорода                                                  | Дата церемонії | Категорія                              | Номінант                   | Результат   |
| --------------------------------------------------------- | -------------- | -------------------------------------- | -------------------------- | ----------- |
| Оскар                                                     | 9 лютого 2020  | Найкраща операторська робота           | Джарін Блашке              | Номінація   |
| Асоціація кінокритиків Остіну                             | 6 січня 2020   | Найкраща чоловіча роль другого плану   | Віллем Дефо                | Номінація   |
| Асоціація кінокритиків Остіну                             | 6 січня 2020   | Найкраща операторська робота           | Джарін Блашке              | Номінація   |
| British Academy Film Awards                               | 2 лютого 2020  | Найкраща операторська робота           | Джарін Блашке              | Номінація   |
| Каннський кінофестиваль                                   | 25 травня 2019 | Приз міжнародної федерації кінопреси   | Роберт Еґґерс              | Перемога    |
| Асоціація кінокритиків Чикаго                             | 14 грудня 2019 | Найкраща операторська робота           | Джарін Блашке              | Номінація   |
| Кінопремія «Вибір критиків»                               | 12 січня 2020  | Найкраща чоловіча роль другого плану   | Віллем Дефо                | Номінація   |
| Кінопремія «Вибір критиків»                               | 12 січня 2020  | Найкраща операторська робота           | Джарін Блашке              | Номінація   |
| Асоціація кінокритиків Колумбусу                          | 2 січня 2020   | Найкраща чоловіча роль                 | Роберт Паттінсон           | Номінація   |
| Асоціація кінокритиків Колумбусу                          | 2 січня 2020   | Найкраща чоловіча роль другого плану   | Віллем Дефо                | Перемога    |
| Асоціація кінокритиків Колумбусу                          | 2 січня 2020   | Найкраща операторська робота           | Джарін Блашке              | Друге місце |
| Асоціація кінокритиків Даллас-Форт-Верту                  | 16 грудня 2019 | Найкраща чоловіча роль другого плану   | Віллем Дефо                | Друге місце |
| Товариство кінокритиків Детройту                          | 9 грудня 2019  | Найкраща чоловіча роль                 | Роберт Паттінсон           | Номінація   |
| Товариство кінокритиків Детройту                          | 9 грудня 2019  | Найкраща чоловіча роль другого плану   | Віллем Дефо                | Номінація   |
| Товариство кінокритиків Детройту                          | 9 грудня 2019  | Кращий сценарій                        | Роберт Еґґерс, Макс Еґґерс | Номінація   |
| Асоціація кінокритиків Грузії                             | 10 січня 2020  | Найкраща чоловіча роль другого плану   | Віллем Дефо                | Номінація   |
| Асоціація кінокритиків Грузії                             | 10 січня 2020  | Найкраща операторська робота           | Джарін Блашке              | Номінація   |
| Асоціація кінокритиків Грузії                             | 10 січня 2020  | Найкраща робота художника-постановника | Крейг Лейтроп, Метт Лайклі | Номінація   |
| Готем (кінопремія)                                        | 2 грудня 2019  | Найкраща чоловіча роль                 | Віллем Дефо                | Номінація   |
| Асоціація кінокритиків західного Нью-Йорку                | 30 грудня 2019 | найкращий фільм                        | Маяк                       | Номінація   |
| Асоціація кінокритиків західного Нью-Йорку                | 30 грудня 2019 | Найкраща чоловіча роль другого плану   | Віллем Дефо                | Номінація   |
| Асоціація кінокритиків західного Нью-Йорку                | 30 грудня 2019 | Найкраща операторська робота           | Джарін Блашке              | Номінація   |
| Асоціація кінокритиків Голлівуду                          | 9 січня 2020   | Найкраща операторська робота           | Джарін Блашке              | Номінація   |
| Товариство кінокритиків Г'юстона                          | 2 січня 2020   | Найкраща чоловіча роль другого плану   | Віллем Дефо                | Номінація   |
| Незалежний дух                                            | 8 лютого 2020  | Найкраща режисерська робота            | Роберт Еґґерс              | Номінація   |
| Незалежний дух                                            | 8 лютого 2020  | Найкраща чоловіча роль                 | Роберт Паттінсон           | Номінація   |
| Незалежний дух                                            | 8 лютого 2020  | Найкраща чоловіча роль другого плану   | Віллем Дефо                | Перемога    |
| Незалежний дух                                            | 8 лютого 2020  | Найкращий монтаж                       | Л'юїс Форд                 | Номінація   |
| Незалежний дух                                            | 8 лютого 2020  | Найкраща операторська робота           | Джарін Блашке              | Перемога    |
| Асоціація кіножурналістів Індіани                         | 16 грудня 2019 | Найкращий фільм                        | Маяк                       | Номінація   |
| Асоціація кіножурналістів Індіани                         | 16 грудня 2019 | Кращий оригінальний сценарій           | Роберт Еґґерс, Макс Еґґерс | Друге місце |
| Асоціація кіножурналістів Індіани                         | 16 грудня 2019 | Найкраща чоловіча роль другого плану   | Віллем Дефо                | Перемога    |
| Асоціація кіножурналістів Індіани                         | 16 грудня 2019 | Оригінальне бачення                    | Роберт Еґґерс              | Перемога    |
| Асоціація кінокритиків Лас-Вегасу                         | 13 грудня 2019 | Найкраща чоловіча роль другого плану   | Віллем Дефо                | Перемога    |
| Асоціація кінокритиків Північної Кароліни                 | 3 січня 2020   | Найкраща чоловіча роль другого плану   | Віллем Дефо                | Перемога    |
| Асоціація кінокритиків Північної Кароліни                 | 3 січня 2020   | Найкраща операторська робота           | Джарін Блашке              | Номінація   |
| Кінематографічне товариство Північної Дакоти              | 18 січня 2020  | Найкращий фільм                        | Маяк                       | Номінація   |
| Кінематографічне товариство Північної Дакоти              | 18 січня 2020  | Найкраща режисерська робота            | Роберт Еґґерс              | Номінація   |
| Кінематографічне товариство Північної Дакоти              | 18 січня 2020  | Найкраща чоловіча роль                 | Роберт Паттінсон           | Номінація   |
| Кінематографічне товариство Північної Дакоти              | 18 січня 2020  | Найкраща чоловіча роль другого плану   | Віллем Дефо                | Перемога    |
| Кінематографічне товариство Північної Дакоти              | 18 січня 2020  | Кращий сценарій                        | Роберт Еґґерс, Макс Еґґерс | Номінація   |
| Кінематографічне товариство Північної Дакоти              | 18 січня 2020  | Найкраща операторська робота           | Джарін Блашке              | Перемога    |
| Кінематографічне товариство Північної Дакоти              | 18 січня 2020  | Найкраща робота художника-постановника | Крейг Лейтроп, Ян Грейг    | Номінація   |
| Кінематографічне товариство Північної Дакоти              | 18 січня 2020  | Найкращий монтаж                       | Л'юїс Форд                 | Перемога    |
| Спільнота кінокритиків Оклахоми                           | 15 грудня 2019 | Найкраща чоловіча роль другого плану   | Віллем Дефо                | Друге місце |
| Спільнота кінокритиків Філадельфії                        | 8 грудня 2019  | Найкраща операторська робота           | Джарін Блашке              | Перемога    |
| Спільнота кінокритиків Феніксу                            | 14 грудня 2019 | Найкращий фільмі жахів                 | Маяк                       | Номінація   |
| Спільнота кінокритиків Феніксу                            | 14 грудня 2019 | Найкраща чоловіча роль другого плану   | Віллем Дефо                | Номінація   |
| Спільнота кінокритиків Феніксу                            | 14 грудня 2019 | Найкраща операторська робота           | Джарін Блашке              | Номінація   |
| Спільнота кінокритиків Сан-Дієго                          | 9 грудня 2019  | Найкраща чоловіча роль другого плану   | Віллем Дефо                | Номінація   |
| Спільнота кінокритиків Сан-Дієго                          | 9 грудня 2019  | Найкраща операторська робота           | Джарін Блашке              | Перемога    |
| Спільнота кінокритиків агломерація Сан-франциської затоки | 16 грудня 2019 | Найкраща чоловіча роль другого плану   | Віллем Дефо                | Номінація   |
| Супутник (премія)                                         | 19 грудня 2019 | Кращий драматичний фільм               | Маяк                       | Номінація   |
| Супутник (премія)                                         | 19 грудня 2019 | Найкраща чоловіча роль другого плану   | Віллем Дефо                | Перемога    |
| Спільнота кінокритиків Сіетлу                             | 16 грудня 2019 | Кращий фільм                           | Маяк                       | Номінація   |
| Спільнота кінокритиків Сіетлу                             | 16 грудня 2019 | Краща режисура                         | Роберт Еґґерс              | Номінація   |
| Спільнота кінокритиків Сіетлу                             | 16 грудня 2019 | Найкраща чоловіча роль другого плану   | Віллем Дефо                | Перемога    |
| Спільнота кінокритиків Сіетлу                             | 16 грудня 2019 | Найкраща операторська робота           | Джарін Блашке              | Номінація   |
| Асоціація кінокритиків Сент-Луїсу                         | 15 грудня 2019 | Найкращий фільмі жахів                 | Маяк                       | Номінація   |
| Асоціація кінокритиків Сент-Луїсу                         | 15 грудня 2019 | Найкраща операторська робота           | Джарін Блашке              | Друге місце |
| Асоціація кінокритиків Торонто                            | 8 грудня 2019  | Найкраща чоловіча роль другого плану   | Віллем Дефо                | Друге місце |
| Асоціація кінокритиків Юти                                | 22 грудня 2019 | Найкраща чоловіча роль другого плану   | Віллем Дефо                | Друге місце |
| Асоціація кінокритиків Юти                                | 22 грудня 2019 | Найкраща операторська робота           | Джарін Блашке              | Друге місце |
| Асоціація кінокритиків Вашингтону                         | 8 грудня 2019  | Найкраща операторська робота           | Джарін Блашке              | Номінація   |